# Dagmar Seume

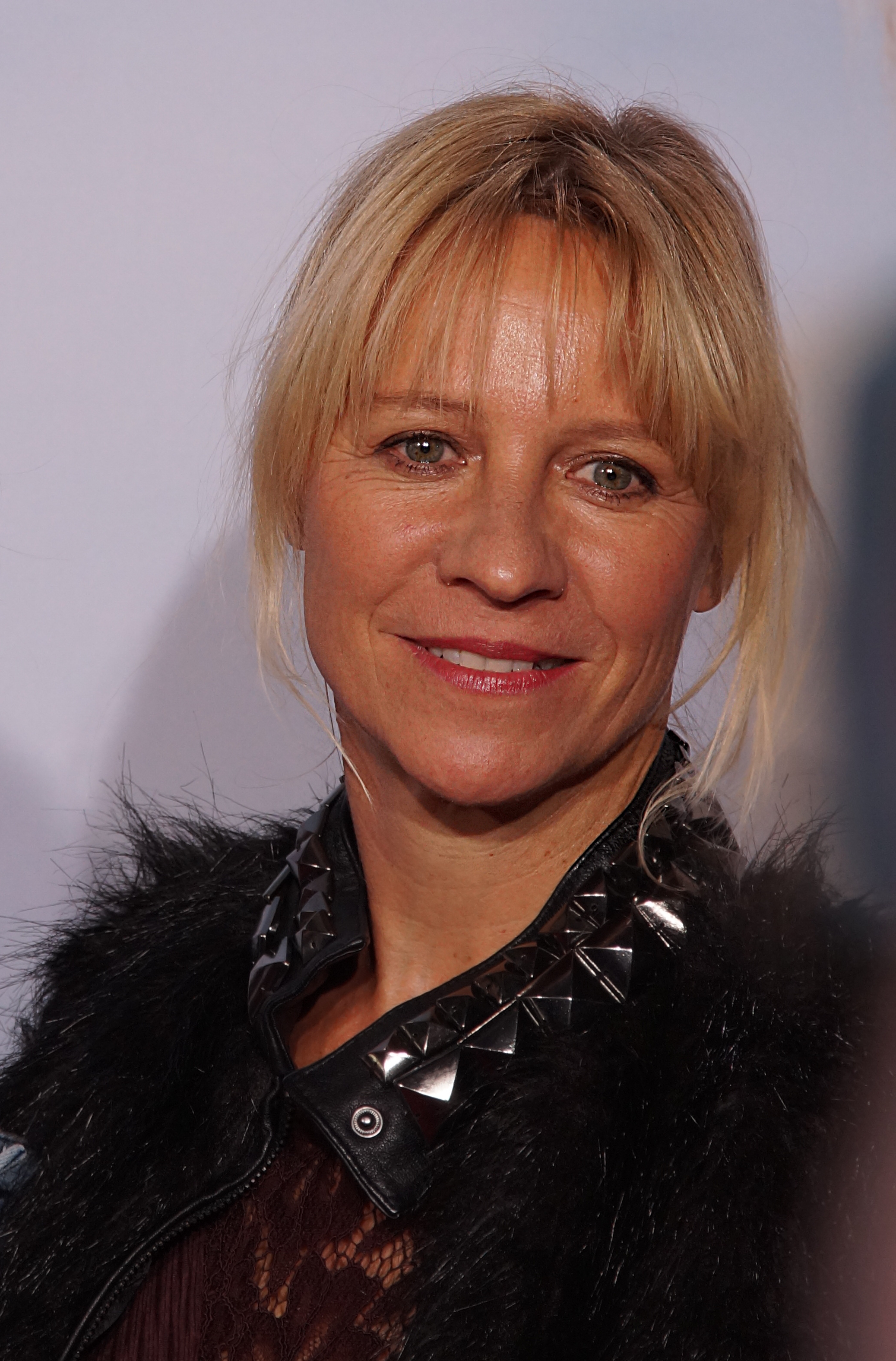
Dagmar Seume (2017)

Dagmar Seume (* 8. Januar 1964 in Lehnin) ist eine deutsche Filmregisseurin.

## Leben
Dagmar Seume studierte zunächst Sportpädagogik und arbeitete als Kunstturntrainerin. Ab Beginn der 1990er Jahre begleitete sie als Projektleiterin verschiedene Veranstaltungen, von 1994 bis 1996 war sie als Aufnahmeleiterin tätig. Zwischen 1996 und 2006 erlernte sie das Regiehandwerk, häufig als Assistentin des Regisseurs Torsten C. Fischer. Seit 2006 dreht Seume selber Filme, neben Dokumentationen und Langzeitporträts auch Spielfilme und Serien.
Daneben  schreibt Seume Texte für die Werbung sowie Industrie- und Dokumentarfilme. In ihrem Film Verdammt, ich bin erwachsen porträtierte sie 2009 den Kinder- und Jugendfilmregisseur Rolf Losansky.
Seume ist Mitglied im Bundesverband Regie (BVR).

## Filmografie (Auswahl)
- 2004: Remember (Kurzfilm)
- 2009: Verdammt, ich bin erwachsen
- 2012: Danni Lowinski (2 Folgen)
- 2013: Hanni & Nanni 3
- 2014: Alleine war gestern
- 2015: Tatort – Benutzt
- 2016: Nord bei Nordwest – Estonia
- 2016: Tatort – Durchgedreht
- 2017: Wendy – Der Film
- 2017: Für immer (Musikvideo)
- 2018: Kommissar Dupin – Bretonisches Leuchten (Fernsehreihe)
- 2020: Ein Tisch in der Provence: Ärztin wider Willen
- 2021: Leben über Kreuz
- 2020: Ein Tisch in der Provence: Hoffnung auf Heilung
- 2022: Freunde sind mehr – Zur Feier des Tages
- 2022: Freunde sind mehr – Viergefühl
- 2023: Anna und ihr Untermieter: Wenn du träumst von der Liebe
- 2025: Anna und ihr Untermieter: Plötzlich Schwiegermutter